# Àtrax
Àtrax (grec antic: Ἄτραξ; també Atràcia, grec antic: Ἀτράκια) era una ciutat de la Perrèbia, a Tessàlia, que Titus Livi situa per damunt del riu Peneu, a uns 15 km de Larisa.
Estrabó diu que el Peneu passava per les ciutats de Trica, Pelinna i Farcadó en el seu curs cap a Àtrax i Larisa. Podria ser que la ciutat es trobés en un turó anomenat del Sideropèlic (Σιδηροπέλικος), que es troba enfront de la moderna vila d'Amigdalea, abans Gúnitza, i on s'han trobat algunes restes.
El seu heroi epònim és Àtrax, considerat fill de Peneu.